# España en el Festival de la Canción de Eurovisión 1965
España participó Festival de la Canción de Eurovisión 1965. El país fue representado por Conchita Bautista con la canción ¡Qué bueno, qué bueno!. Conchita Bautista ya había representado a España en el Festival de la Canción de Eurovisión 1961. La canción fue elegida a través de una final nacional llamada "Eurofestival". 

## Eurofestival
La final nacional se celebró en los estudios de TVE en Barcelona el 7 de febrero de 1965, presentada por José Luis Barcelona e Irene Mir. En los cuatro meses previos, 54 canciones fueron presentadas en el programa de televisión semanal Gran Parada, que había servido como final nacional el año anterior. Al final de cada mes una semifinal se celebraba enviando a las dos mejores canciones a la final. TVE luego añadió otras seis a las siete clasificadas (una se eliminó). El jurado de la final se componía de 16 miembros, mezcla de expertos y telespectadores. Cada miembro del jurado daba un punto a cada canción excepto a una, de modo que la canción con menor cantidad de puntos era eliminada. Este proceso se repitió hasta la elección de la canción.

### Fase previa
Primera fase
Segunda fase
Los resultados fueron anunciados al mismo tiempo que comenzó la tercera fase.
| Canción                 | Intérprete    | Autores                       | Puesto |
| ----------------------- | ------------- | ----------------------------- | ------ |
| «Bajo un cielo español» | Yoli          | Mario Vas Ladredo             | 1      |
| «Caballero andaluz»     | Silvia Nelson | Antonio Negreda E. San Julián | 2      |
| «Vengo de lejos»        |               |                               | 3      |
| «El hombre sin pueblo»  |               | Antonio Negreda E. San Julián | 4      |
| «Vieja góndola»         |               |                               | 5      |
| «Cuando tú estás»       |               |                               | 6      |

Tercera fase
El primer domingo de la tercera fase fueron interpretadas las canciones «Tú serás la primera», «Lo bello del amor», «Mudo mensaje», «Esos ojitos negros» (interpretada por el Dúo dinámico), «Balada española» y «Todo es distinto».

### Resultados
| N.º | Canción                  | Cantante              | Puntos Última ronda | Posición |
| --- | ------------------------ | --------------------- | ------------------- | -------- |
| 1   | "Yo me arrepentí"        | María del Carmen      |                     | 13       |
| 2   | "Barco perdido"          | Juan Carlos Monterrey |                     | 12       |
| 3   | "¡Qué bueno, qué bueno!" | Conchita Bautista     | 10                  | 1        |
| 4   | "Se lo he contado"       | Santy                 |                     | 9        |
| 5   | "Caballero andaluz"      | Luisita Tenor         |                     | 8        |
| 6   | "Esos ojitos negros"     | Dúo Dinámico          | 6                   | 2        |
| 7   | "Bajo el cielo español"  | Yoli                  |                     | 6        |
| 8   | "Feriantes"              | Raphael               |                     | 3        |
| 9   | "Cantares"               | Adriangela            |                     | 4        |
| 10  | "La bailaora"            | Jaime Morey           |                     | 10       |
| 11  | "El hombre y el toro"    | Franciska             |                     | 11       |
| 12  | "Otra serenata"          | Lorenzo Valverde      |                     | 7        |
| 13  | "Tengo miedo"            | Ángela                |                     | 5        |

## En Eurovisión
Conchita Bautista fue la tercera en actuar en el orden de actuación, siguiendo al Reino Unido y precediendo a Irlanda. Recibió cero puntos por su actuación, empatando en el último puesto con Alemania Occidental, Bélgica y Finlandia.